# Circuito di Dundrod
Il circuito di Dundrod è un tracciato ricavato da strade normalmente aperte al traffico, situato vicino al villaggio di Dundrod, a Lisburn, in Irlanda del Nord, inaugurato nel 1950 e che ha ospitato varie edizioni del Gran Premio motociclistico dell'Ulster, gara che ha avuto validità per il motomondiale fino all'edizione del 1971.

## Storia
Il circuito venne inaugurato nel 1950 in una configurazione che prevedeva una lunghezza di 11,923 km, utilizzando delle strade in prossimità di Belfast, sempre nella stessa contea che già ospitava il Circuito di Clady.

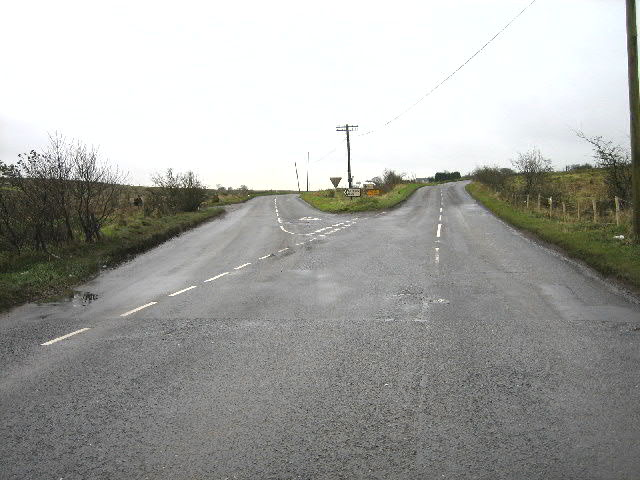
Il tornante del circuito

Ospitò per prime delle gare automobilistiche a partire dall'Ulster Trophy riservato alle monoposto di Formula 1 ma non valido per il mondiale che venne disputato il 12 agosto 1950. Tra il 1950 e il 1955 assegnò però il Tourist Trophy riservato alle quattro ruote.
Le gare motociclistiche importanti vi approdarono nel motomondiale 1953, anno in cui questo circuito soppiantò quello di Clady, giudicato ormai troppo pericoloso, come sede del GP dell'Ulster.
Durante gli anni subì delle leggere variazioni del percorso che ne modificarono leggermente la lunghezza, sempre comunque nell'ordine di circa 12 km. Uno dei punti più importanti era lo strettissimo tornante a destra, chiamato semplicemente "Hairpin" (tornante, appunto, in inglese).
Dopo che il GP dell'Ulster, dopo 18 edizioni disputate su questo circuito, perse la validità iridata, la corsa continuò ad essere disputata fino ai nostri giorni sempre su questo circuito ed ebbe per vari anni anche validità per il Campionato mondiale Formula TT.